# Bakewell Topp XX
El Bakewell Top XX es un equipo de fútbol de Guyana que juega en la GFF Elite League, la liga de fútbol más importante del país.

## Historia
Fue fundado en el año 1990 en la ciudad de Linden y ha sido campeón de liga en 1 ocasión y 1 subcampeonato, así como 5 títulos de copa en 8 finales jugadas. Posee una rivalidad de ciudad con el Milerock FC en el Derby de Linden.
A nivel internacional ha participado en 1 torneo continental, en la Copa de Campeones de la Concacaf del año 1995, donde fue eliminado en la Tercera Ronda por el Beacon FC, también de Guyana.

## Palmarés
- GFF Superliga: 1

1997
- - Subcampeón: 1

1994
- Copa de Guyana: 5

1994/95, 1996/97, 1999/2000, 2000/01, 2005/06
- - Finalista: 3

2003/04, 2006/07, 2007/08

## Participación en competiciones de la Concacaf
- Copa de Campeones de la Concacaf: 1 aparición

1995 - Tercera Ronda